# Pseudoceros canadensis
Pseudoceros canadensis är en plattmaskart. Pseudoceros canadensis ingår i släktet Pseudoceros och familjen Pseudoceritidae. Inga underarter finns listade i Catalogue of Life.